# Myadora novaezelandiae
Myadora novaezelandiae är en musselart som beskrevs av E.A. Smith 1880. Myadora novaezelandiae ingår i släktet Myadora och familjen Myochamidae. Inga underarter finns listade i Catalogue of Life.